# Вернер Крайпе
Вернер Крайпе (нім. Werner Kreipe; 12 січня 1904, Ганновер — 7 вересня 1967, Бад-Годесберг) — німецький офіцер, генерал авіації. Кавалер Німецького хреста в золоті.

## Біографія
1 квітня 1922 року вступив в 6-й артилерійський полк. Закінчив артилерійське училище (1925). У листопаді 1928-травні 1930 року проходив льотну підготовку в секретній авіашколі в СРСР (в цей час Крайпе офіційно був звільнений з військової служби, а після закінчення навчання знову прийнятий на неї). З 1 червня 1930 року — командир батареї 6-го артилерійського полку, в 1931-32 роках — скарбник 4-го (кінного) дивізіону того ж полку. 1 жовтня 1934 року переведений в люфтваффе. Закінчив авіаційне училище (1935) і Військову академію (1936). 1 квітня 1936 року переведений до Генштабу Люфтваффе, а 30 червня 1936 року — в штаб статс-секретаря Імперського міністерства авіації Ергарда Мільха. 20 квітня 1937 року знову повернутий в Генштаб.
1 листопада 1938 призначений командиром 122-ї розвідувальної групи і начальником авіабази в Госларі. Учасник Польської і Французької кампаній. 5 грудня 1939 року переведений в 2-у бомбардувальну ескадру, де 1 березня 1940 року очолив 3-ю групу. 25 червня 1940 року направлений в розпорядження начальника бойової підготовки Імперського міністерства авіації, начальник відділу. З 24 лютого 1941 року начальник оперативного відділу штабу 3-го повітряного флоту. З 7 листопада 1941 року — начальник штабу 1-го авіаційного корпусу, з 26 серпня 1942 року — командування ВПС «Дон». З 3 листопада 1943 року — начальник штабу авіаційного навчального командування. З 1 травня 1943 року — генерал авіаційної підготовки. 1 серпня 1944 року Герман Герінг доручив Крайпе виконання обов'язків начальника Генерального штабу Люфтваффе. Однак відносини між ними не склалися, і вже 28 жовтня Крайпе втратив свій пост, а 1 листопада 1944 року було призначено на почесну, але без особливої влади, посаду начальника Академії Люфтваффе.
8 травня 1945 року взятий у полон союзниками. У 1947 році звільнений. Служив в уряді ФРН, займався питаннями цивільної авіації, очолював Управління авіації Міністерства транспорту. У 1967 році вийшов у відставку.

## Звання
- Фанен-юнкер (1 квітня 1922)
- Фенріх (1 жовтня 1924)
- Обер-фенріх (1 серпня 1925)
- Лейтенант (1 грудня 1925)
- Оберст-лейтенант (1 вересня 1928)
- Гауптман (1 жовтня 1934)
- Майор (1 серпня 1937)
- Оберст-лейтенант (1 листопада 1940)
- Оберст (1 квітня 1942)
- Генерал-майор (1 березня 1943)
- Генерал-лейтенант (1 липня 1944)
- Генерал авіації (1 вересня 1944)

## Нагороди
- Орден крові (9 листопада 1933)
- Нагрудний знак пілота
- Медаль «За вислугу років у Вермахті» 4-го, 3-го і 2 класу (18 років)
- Медаль «У пам'ять 13 березня 1938 року»
- Медаль «У пам'ять 1 жовтня 1938»
- Залізний хрест 2-го і 1-го класу
- Авіаційна планка бомбардувальника
- Німецький хрест в золоті (29 червня 1942)
- Медаль «За зимову кампанію на Сході 1941/42»